# غريغ نيكولز
غريغ نيكولز (بالإنجليزية: Greg Nichols)‏ هو لاعب كرة قدم أمريكي في مركز الهجوم، ولد في 24 يونيو 1965 في ليبرال في الولايات المتحدة. لعب مع DFW Tornados ‏.